# Société historique de Saint-Boniface
La Société historique de Saint-Boniface (SHSB) est un organisme à but non lucratif du Manitoba qui a pour mission de préserver et mettre en valeur les archives des francophones et des Métis de l’Ouest canadien, en particulier du Manitoba.
Elle a été fondée en 1902 par Adélard Langevin lors d’une expédition pour trouver l’emplacement du fort Saint-Charles, ancien quartier général de La Vérendrye lorsqu’il explorait l’Ouest canadien. À l’heure actuelle, l’organisme gère un budget annuel d’environ 450 000 $ et compte 4 employés permanents et 210 membres. La SHSB loge au Centre du patrimoine, un bâtiment conçu spécifiquement pour l’organisme, depuis sa construction en 1997-1998. L’édifice adjacent au Centre culturel franco-manitobain (CCFM) est situé au 340, boulevard Provencher à Saint-Boniface. La SHSB est active dans les secteurs des archives, de la généalogie et de la diffusion et la promotion de l’histoire des Métis et des francophones au Manitoba. Elle est également membre de plusieurs associations professionnelles, telles l’Association of Canadian Archivists, l’Association manitobaine des archives, l’Association des archivistes du Québec et l'Association internationale des archives francophones. L’organisation offre des services autant en français qu’en anglais.

## Historique

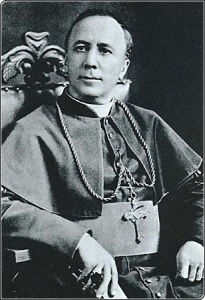
Adélard Langevin, deuxième archevêque de Saint-Boniface, fondateur et premier président de la Société historique de Saint-Boniface

Alors que le fait français est en péril au Manitoba au début du XXe siècle, les Franco-Manitobains sont prêts à tout pour défendre leur culture. Adélard Langevin, accompagné de 12 dignitaires, prépare une expédition en bateau sur le lac des Bois pour retrouver le fort Saint-Charles, quartier général de Pierre Gauthier de Varennes de La Vérendrye lors de son voyage de découverte de l’Ouest canadien et symbole historique de la présence canadienne-française au Manitoba. Le 4 septembre 1902, alors que l’équipage pense avoir trouvé l’emplacement du fort dans une baie du lac des Bois, le bateau prend le chemin du retour et la Société historique de Saint-Boniface est créée. Ce n’est qu’en juillet 1908 qu’on retrouvera le véritable fort Saint-Charles.
Après la création de le SHSB, les membres se concentrent sur des fouilles archéologiques et l’étude de documents historiques, dont les résultats sont publiés dans le Bulletin de la Société historique de Saint-Boniface. En 1915, au décès d'Adélard Langevin, le juge Louis-Arthur Prud’homme devient président. Il oriente les nouvelles recherches vers les Métis, un thème peu exploité jusqu’à présent. Lorsqu’il quitte la présidence en 1933, les activités de la SHSB ont nettement diminué, ce qui peut s’expliquer par le vieillissement de ses membres et le renouvellement peu fréquent de ses objectifs. L’organisme a besoin de renouveau.
L’abbé Antoine d’Eschambault prend la relève et réalise en 1938 un projet d’envergure : créer un premier musée à Saint-Boniface avec l’importante collection d’objets accumulée au fil des années par la SHSB. Il se lance également dans la préservation de documents d’archives et la promotion de l’histoire orale par la diffusion d’entrevues dans Les Cloches de Saint-Boniface et à la radio. Dans les années 1950, la SHSB lutte pour sauvegarder l’ancien couvent des Sœurs Grises et le transformer en musée, projet mené à terme en 1960 par la ville de Saint-Boniface. Cette même année, Antoine d’Eschambault trépasse après 27 ans de dévouement envers la SHSB.

Dans les années 1960, le poste de présidence est soumis à l’instabilité. Toutefois, de nouveaux fonds d’archives sur la famille La Vérendrye et des institutions francophones des Prairies sont reçus et l’intérêt pour la généalogie et les Métis est grandissant. Malheureusement, en 1968, la cathédrale de Saint-Boniface est détruite par un incendie, qui emporte aussi avec lui une grande partie de la collection de la SHSB, une onde de choc pour ses administrateurs et membres.

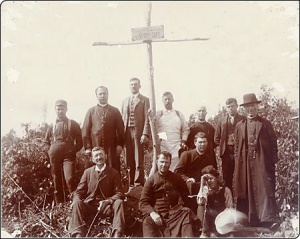
Les membres de l'expédition de recherche du fort Saint-Charles en 1902

Dans les années 1970, la SHSB se professionnalise, notamment en confiant la présidence à l’historien Lionel Dorge pendant une année. Il effectuera plusieurs travaux de recherche pour des expositions et la publication d’un ouvrage. La Société emménage au Collège universitaire de Saint-Boniface, plusieurs jeunes s’impliquent au sein de l’organisme et une augmentation du financement permet d’acquérir de nombreuses archives. Le Musée de Saint-Boniface et la SHSB clarifient leurs mandats respectifs, la conservation des objets patrimoniaux pour le premier et la mise en valeur des archives pour le second. En 1980, la gestion du Lieu historique national de la Maison-Riel est confiée à l’organisation, jusqu'en 2012. En 1981, la SHSB franchit un grand pas en embauchant un directeur général à temps plein.
En 1987, le plus grand projet jamais envisagé par la Société est mis sur la table : la création d’un centre d’archives pourvu d’équipements à la fine pointe de la technologie pour la conservation des documents historiques. La construction du Centre du patrimoine débute en 1997 et la SHSB en devient gestionnaire en 1998. Depuis ce temps, la SHSB loge au Centre du patrimoine, édifice de trois étages qui comprend deux étages complets d’archives de tous genres (livres, photographies, documents papier – procès-verbaux, correspondance, coupures de presse, états financiers, etc. –, documents audio-visuels, archives religieuses, données notariales et généalogiques, œuvres d’art, affiches, plans d’architectes, etc.). Le Centre abrite également une immense bibliothèque de référence, un service de généalogie, une salle d’exposition et une salle de réunion.

## Mission
La mission de la Société historique de Saint-Boniface est d’« [a]cquérir, [de] préserver et [de] mettre en valeur le patrimoine francophone et métis de l’Ouest canadien et en particulier du Manitoba ».

## Objectifs
La Société historique de Saint-Boniface a les objectifs suivants :
- Combiner trois activités distinctes mais complémentaires: le traitement des archives (acquisition et conservation), la recherche généalogique et la gestion d’une bibliothèque, tous en lien avec l’histoire des francophones et des Métis;
- « Transmettre les connaissances aux générations futures pour promouvoir fierté et vitalité »;
- Être « chef de file dans ses champs de compétences »;
- Avoir une « expertise reconnue et respectée »;
- S’adresser à une vaste gamme de clientèles différentes;
- S’imposer comme un « endroit privilégié (qualité d’espace physique, expertise, accessibilité) pour [la conservation des] archives institutionnelles et individuelles »;
- Avoir un rôle prépondérant « de sensibilisation de la population et de promotion du patrimoine dans la communauté »;
- S’imposer comme un outil de référence incontournable pour les chercheurs, les individus et les organisations scolaires;
- Donner une place importante aux « bénévoles dans les opérations de la Société »;
- Assurer un « financement adéquat et stable »[5];
- Diffuser et promouvoir l’histoire des francophones et des Métis du Manitoba et de l’Ouest canadien;
- Traiter, classer, décrire et préserver les différents documents historiques;
- Offrir des services de recherche généalogique avec des bases de données exclusives au Centre, notamment pour les personnes qui souhaitent avoir une preuve d’ascendance métisse;
- Offrir des conférences, des ateliers de formation et des expositions éducatives et pertinentes pour le public;
- Contribuer aux recherches à caractère historique et favoriser la publication de documents à cet effet;
- Appuyer des personnes ou des organisations dans une demande de reconnaissance officielle du caractère historique d’un site[10];
- Présenter des expositions dans le Salon Empire, situé à l’entrée du Centre du patrimoine;
- Offrir une bibliothèque de référence aux utilisateurs du Centre du patrimoine[5] ;
- Favoriser l’accessibilité aux archives par la numérisation et la diffusion web de nombreux documents historiques[2].

## Activités et services
La SHSB gère un budget annuel de 450 000 $, qui lui permet d’embaucher quatre employés permanents. Selon le budget et les projets en cours, plusieurs contractuels se greffent à l’équipe. De plus, l’organisme peut compter sur l’appui de généreux bénévoles qui participent à l’avancement des projets.

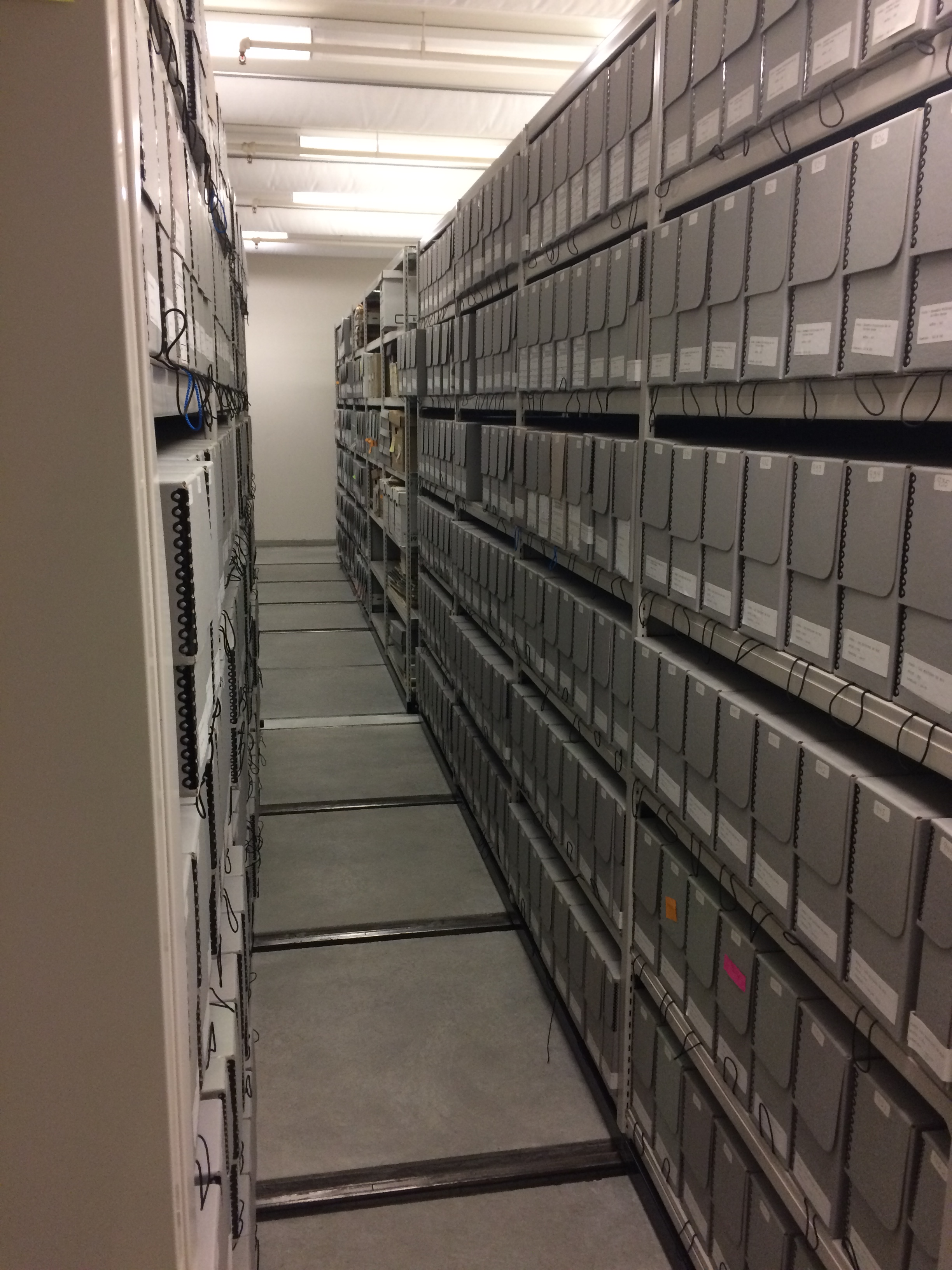
Archives du Centre du patrimoine

### Archives
La SHSB entrepose plus de 700 fonds d’archives sur des individus, des familles et des organisations francophones ou métisses du Manitoba et de l’Ouest canadien. Elle a traité et classé des archives au sujet de La Vérendrye, Louis Riel, Alexandre Taché, Étienne Gaboury, Gabrielle Roy, Manie Tobie, Antoine Champagne, le Festival du Voyageur, l’Association d’éducation des Canadiens français du Manitoba (AECFM), l'Union nationale métisse Saint-Joseph du Manitoba (UNMSJM), la Ville de Saint-Boniface, la Société de la francophonie manitobaine (SFM), la Société Radio-Canada (CKSB), l’Ensemble folklorique de la Rivière-Rouge, entre autres. En 2017, la SHSB conclut une entente de dons d'archives avec les Missionnaires Oblates de Saint-Boniface, les Religieuses de Notre-Dame des Missions, les Soeurs de Saint-Joseph de Saint-Hyacinthe, les Soeurs des Saints-Noms de Jésus et de Marie et les Soeurs du Sauveur. Le sous-fonds des archives religieuses constitue approximativement un tiers des documents textuels que logés dans les voûtes du Centre.
On retrouve normalement dans ces fonds des écrits personnels, des coupures de presse, des photographies, de la correspondance, des procès-verbaux, des états financiers, des documents légaux, des œuvres d’art, des enregistrements etc. Ces fonds d’archives sont une source d’information historique incomparable et plusieurs chercheurs, historiens, étudiants, journalistes, artistes et professeurs les utilisent pour leurs travaux et projets. La SHSB possède et tient à jour une banque de données en ligne qui permet d’accéder facilement aux renseignements sur les histoires orales et les archives disponibles. Les fonds y sont décrits, de même que l’ensemble des dossiers (triés par catégories) qui composent ces fonds.

### Généalogie
Le service de généalogie de la SHSB concentre beaucoup ses activités sur la réponse à des demandes de recherches généalogiques, notamment pour les personnes qui souhaitent recevoir une preuve d’ascendance métisse. Néanmoins, elle offre aussi des ateliers de formation technique et publie de la documentation.

### Bibliothèque
La bibliothèque de référence de la SHSB ne compte pas moins de 11 000 titres qui documentent l’histoire des francophones et des Métis de l’Ouest canadien et du Manitoba. On y retrouve également des livres religieux, plusieurs références généalogiques, des livres en langues autochtones, des manuels scolaires, des pièces de théâtre et des périodiques archivés, tels La Liberté, Le Manitoba et Le Métis.

### Salon Empire
Le Salon Empire est la salle d’exposition qui se situe à l’entrée du Centre du patrimoine. L’accès est gratuit et les visiteurs peuvent y admirer des expositions de grande qualité.

### Site web
Le site internet de la SHSB contient énormément d’information utile. Une section « collections et recherches » donne accès à des renseignements sur les archives, la bibliothèque, les ressources généalogiques, etc. Elle redirige aussi vers la banque de données en ligne de l’organisation. La section « généalogie » donne plus d’informations sur ce service. Dans la section « Au pays de Riel », l’usager a droit à une mine d’or d’informations sur l’histoire du Manitoba français et des Métis et sur des événements, des personnages et des lieux marquants. Enfin, le site web permet d’accéder à des informations sur l’organisation, des outils pédagogiques, un blogue, une boutique et des informations exclusives aux membres.

### Salle Neil-Gaudry
La Salle Neil-Gaudry est un local de réception ou de réunion que l'on accède à partir du Salon Empire. Cet espace est présentement loué par l'Union nationale métisse Saint-Joseph du Manitoba, qui s'en sert comme bureau . Avant cette entente, la SHSB utilisait le local, qui pouvait également être loué à des groupes de moins de 30 personnes.

## Structure organisationnelle

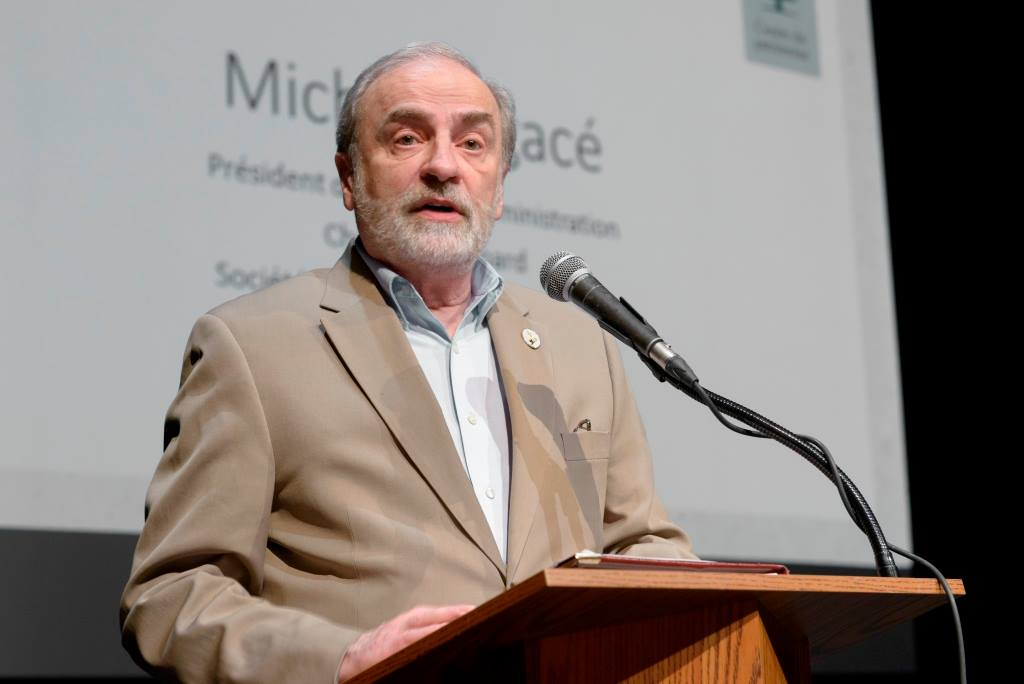
Michel Lagacé, ancien président de la SHSB

La SHSB est dirigée par un conseil d’administration qui doit se composer d’un maximum de 13 personnes et d’un minimum de 7 personnes. Ces personnes sont élues lors de l’assemblée générale annuelle de l’organisme qui a lieu en mai ou juin de chaque année. À la suite des élections, les membres du conseil d’administration élisent entre eux les membres du bureau de direction composé du président, du vice-président, du trésorier et du secrétaire.

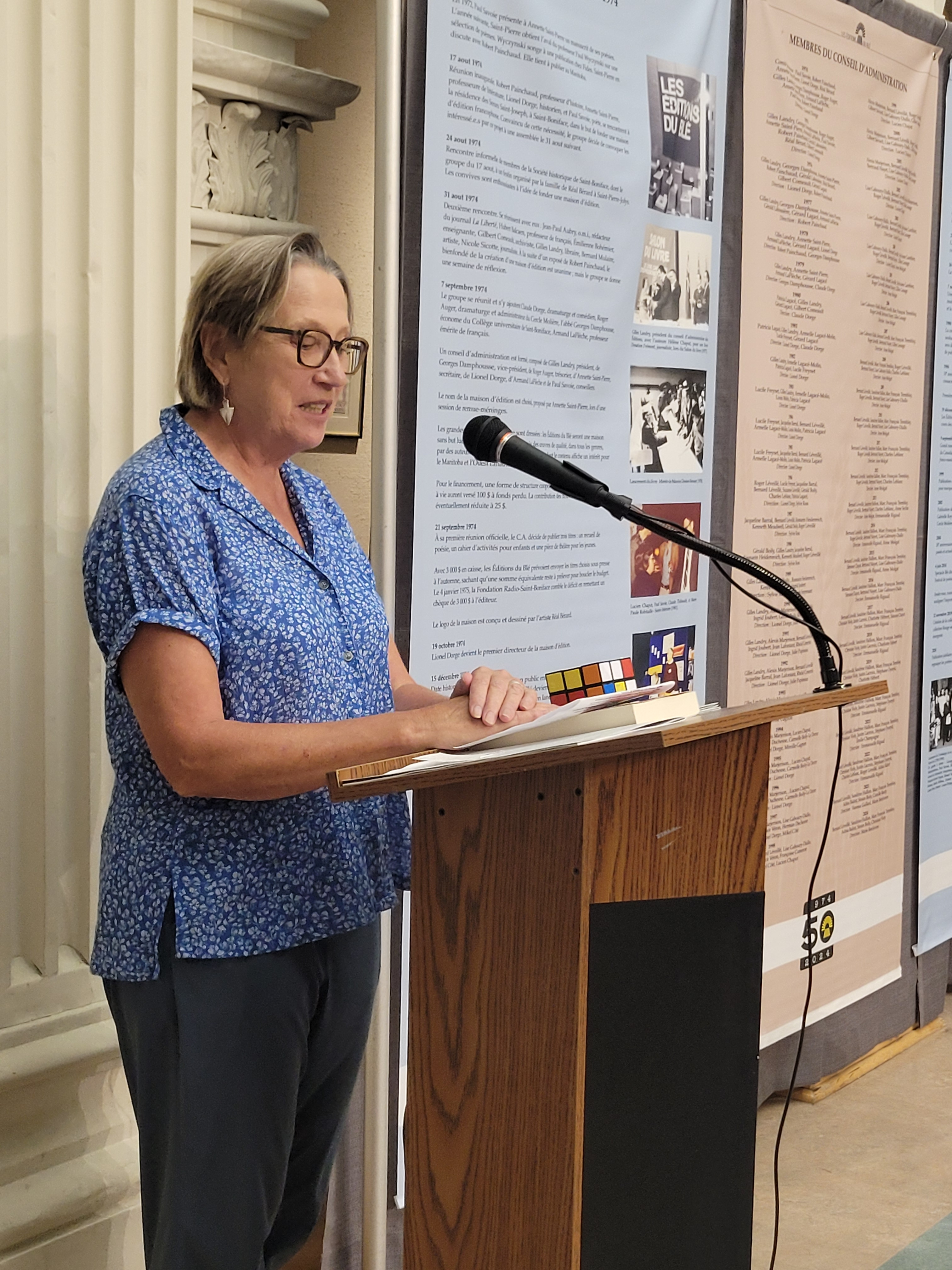
Nicole St-Onge, présidente de la SHSB.

Le conseil d’administration de 2024-2025 est composé des membres suivants:
- Présidente : Nicole St-Onge
- Vice-président : Me Guy Jourdain
- Trésorier : Thierry Lesage
- Secrétaire : Rémi Gosselin
- Conseillers/conseillères: Michelle Smith, Julien Bédard, Jean-Claude Buhini Binwa, Philippe Mailhot, Mireille Lamontagne Phi Vân Nguyen, et Gabrielle Préfontaine[16].

Les conseillers sont élus au conseil. Leur nombre varie chaque année.
Le C.A. a mis sur pied plusieurs comités pour que l’organisation atteigne ses objectifs. Les voici : 
- Comité de gouvernance ;
- Comité des finances ;
- Comité de développement et de marketing ;
- Comité de la programmation et de la gestion des collections.

Gilles Lesage était le directeur général de 2002 à 2020. De 2020 à 2024, Janet La France La France était la directrice générale de la SHSB. En juillet 2024, Émilie Pigeon est entrée en fonction en tant que directrice générale.

## Projets en cours et à venir
Présentement, la SHSB travaille à :

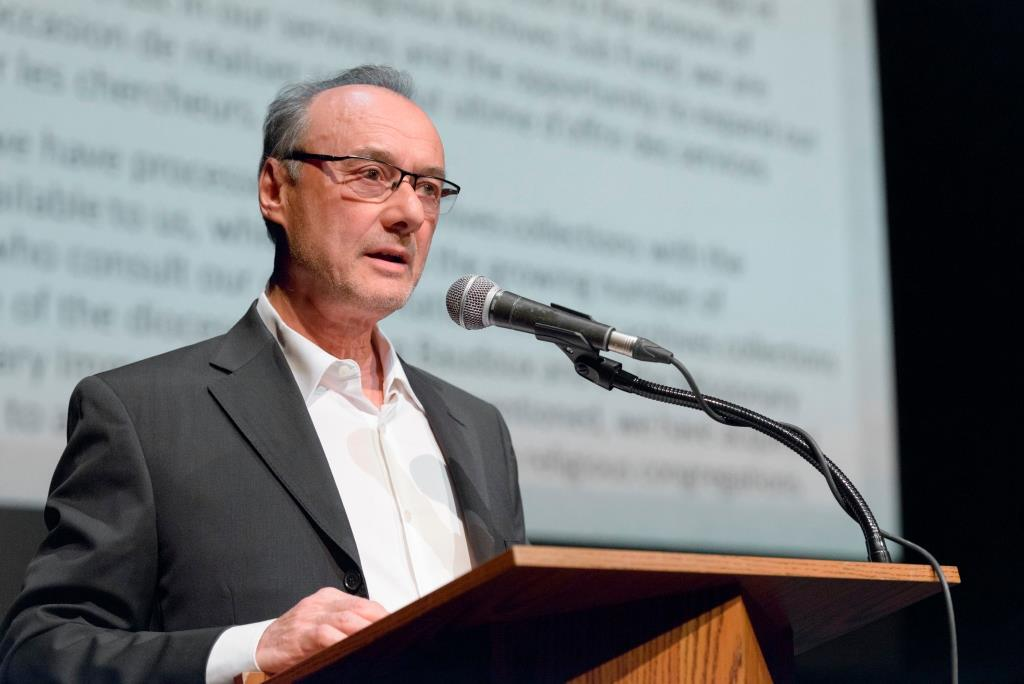
Gilles Lesage, ancien directeur général de la SHSB

- Préparer le 200e anniversaire de l’arrivée de Joseph-Norbert Provencher à la rivière Rouge ;
- Augmenter sa présence sur les réseaux sociaux (Instagram, Facebook, et blogue) ;
- Poursuivre une campagne de financement importante entamée notamment dans le cadre de la création du sous-fonds Archives religieuses à l’automne 2016 ;
- Embaucher éventuellement un nouvel employé permanent pour accélérer le traitement des fonds d’archives ;
- Faire des demandes de financement à des fondations pour l’installation de nouvelles étagères amovibles dans les chambres fortes ;
- Poursuivre l’acquisition et le traitement de fonds d’archives ;
- Continuer de répondre à des demandes de recherche généalogique[3].